# Civitanova del Sannio
Civitanova del Sannio è un comune italiano di 871 abitanti della provincia di Isernia in Molise.

## Origini del nome
Il nome Civitanova è stato attribuito nel Medioevo per distinguerlo da un più antico insediamento che sorgeva nei pressi, la Civitavetula o Civitavecchia, oggi ribattezzata Duronia; le prime notizie certe risalgono al 1002, quando Berardo, conte di Isernia, e sua moglie Gemma vollero edificare a Civitanova del Sannio un monastero da donare alla regola benedettina.
Il 19 febbraio 1864, cambia denominazione in Civitanova del Sannio, prima infatti era solo Civitanova.

## Storia
Il nucleo abitativo di Civitanova deve essersi formato, secondo le cronache della tradizione, intorno al X secolo, durante la dominazione longobarda, allorquando sorse il vicino borgo di Civitavecchia (Duronia).
Tra i primi feudatari ("dominus, barones, fideles") della terra di Civitanova si annovera (1002) Beraldo, conte d'Isernia e discendente dai signori di Valva, che con la moglie Gemma dimoravano a Bagnoli. Tale barone fu noto per aver ampliato e ristrutturato un monastero benedettino, "S.Benedictus de iumento albo di Bagnuolo" nei pressi di detto paese, come da pergamena conservata a Montecassino. L'origine del paese e la sua comunità potrebbe, quindi, essere ricollegata alla presenza di tale sito. La storiografia accademica, inoltre, riferisce sulle successive successioni feudali che videro, tra signori di Civitanova in "terra Burrelli", Oderisio de Rigo Nigro (seconda metà del XII secolo), nonché i signori Teodino, Rainaldo e Nicola, come si evince da una causa del 1189 con Ruggero, figlio di Riccardo di Mandra, circa la contestazione dell'utilizzo dei pascoli del monastero di S. Benedetto da parte degli armenti di costoro. Il feudo rustico di "Sporonasinam" (Sprondasino) fu invece mantenuto da tal Matteo, con il servizio di un cavaliere per la guerra in proporzione al valore del feudo e al numero dei suoi abitanti (fuochi).
Re Carlo I d'Angiò concesse, poi, nel 1270 metà di Civitanova a Ysnardo di Almacia. Seguì il feudatario Pietro Rodoico/Lodoyco che nel 1275 si appellò al medesimo re Carlo I per il rispetto della "Collecta pannorum" da parte dei vassalli civitanovesi (obbligati a corrispondere il vestiario, per uso del barone e suoi familiari). Il feudo passò a Burlasca Roccafoglia, moglie di Andrea d'Isernia, dopo la di lui morte (1316), la quale lasciò erede il figlio Landolfo d'Isernia nel 1321. Venuto a mancare detto Landolfo nel 1325, Civitanova passò agli eredi (1330), per tre quarti, e ad Angelo Santangelo, per un quarto, consigliere di re Roberto d'Angiò.
Risulta, poi, essere signore di Civitanova tale Rinaldo Di Matteo che ricevette "in beneficio di Frate Giacomo, del Monastero de iumento albo un territorio, detto Selva Piana, del valore di un'oncia d'oro, di 60 carlini, di 6 tarì d'argento". Il citato monastero fu distrutto dal terremoto del 1456, seppur restarono illese alcune sue parti (torre e alcuni vani). Qualche anno prima, 1437, fu invece completata la costruzione di altro convento francescano, detto di S. Antonio, che fu edificato nell'area urbana poi occupata dal cimitero di Civitanova.

## Monumenti e luoghi d'interesse

### Chiesa di San Silvestro Papa

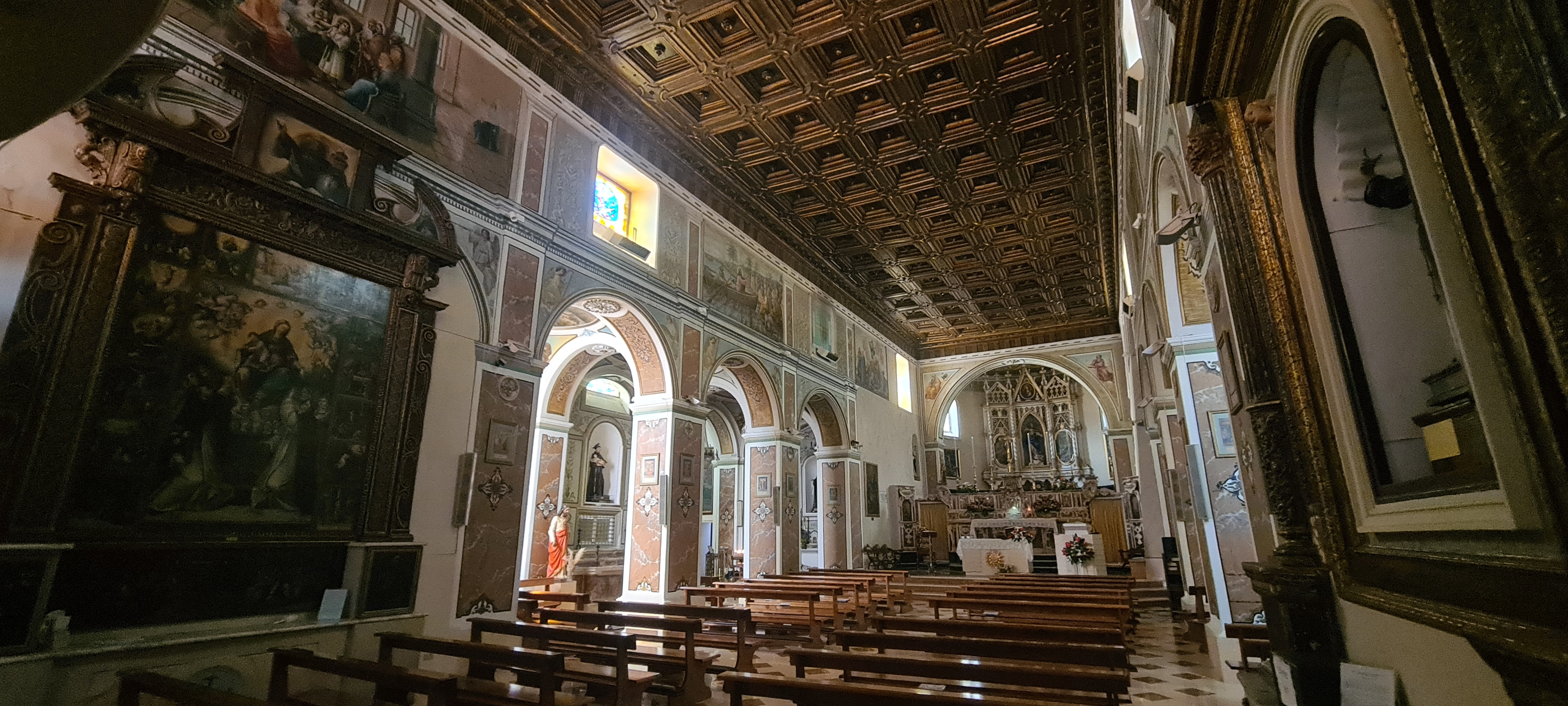
Chiesa San Silvestro Papa

Fu costruita nell'XI secolo, e fu consacrata dal vescovo di Trivento Alfonso Mariconda nel 1569, nell'anno del restauro rinascimentale.
In epoca barocca vennero fatte ulteriori aggiunte artistiche, e la chiesa si presenta con un impianto rettangolare a tre navate. La facciata è preceduta da una scalinata a entrate laterali. Il portale enorme occupa metà della facciata, raggiungendo il finestrone centrale, inglobato in una cornice del XVII secolo. Il campanile è a torre. L'interno ha un soffitto a cassettoni di legno, datato 1668 di notevole pregio.

### Monastero benedettino "De Jumento Albo"

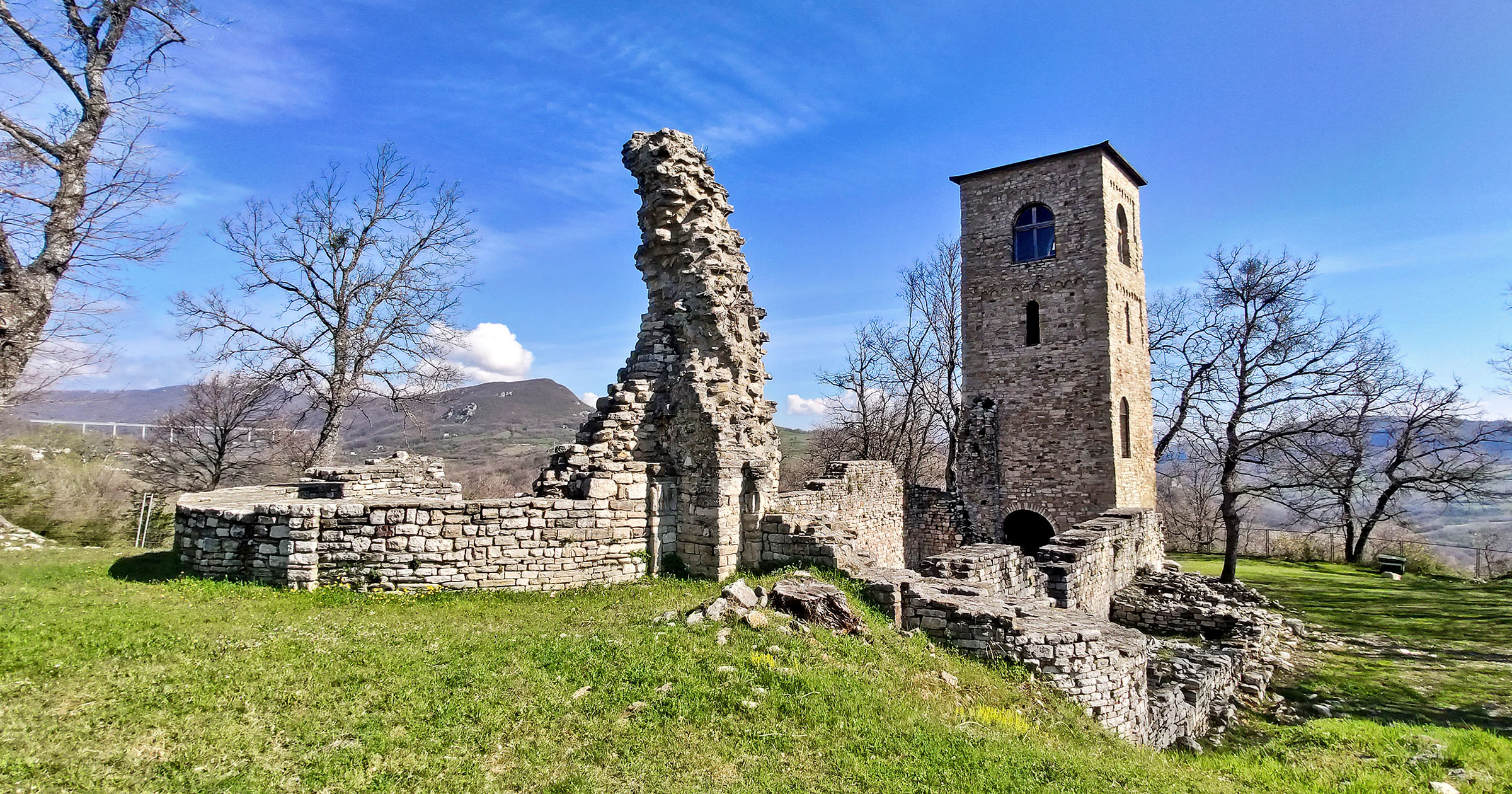
monastero benedettino "De Jumento Albo"

Si trova in località Santa Brigida. Si tratta di un tempio di età paleocristiana, tra i primi costruiti in Molise, assieme ai monasteri di Sant'Eustachio di Pietrabbondante, San Pietro di Tasso di Carovilli e di Santa Colomba di Frosolone.
Risale all'XI secolo, e rimase in attività fino al 1456, quando fu danneggiato da un terremoto. Da allora a causa dei gravi danni, fu abbandonato. Fu retto, a partire dal 1020 dell'abate Atenolfo dell'abbazia di Montecassino.
Il monastero fu "scoperto" nel 2005 da archeologi, che ne chiesero l'immediato restauro. Il monastero oggi è perfettamente accessibile in un'area archeologica. Rimangono le mura perimetrali della pianta rettangolare con abside posteriore, parzialmente integra. Il campanile turrito, prima diroccato, è stato ricostruito seguendo lo schema originario, usando la tecnica di anastilosi. L'interno mostra ancora le pietre antiche dell'altare, le logge laterali e del presbiterio. La chiesa era a navata unica.

### Chiesa di San Rocco
È chiesa votiva edificata con le offerte della popolazione, obolo popolare in ringraziamento per la scampata pestilenza del 1656. La statua di San Rocco è del Di Zinno.

### Chiesa della Madonna del Carmelo
Era la chiesa del monastero dei Conventuali, che fu soppresso nell'Ottocento. Fu in seguito usata per l'inumazione dei cadaveri. Venne poi ricostruita dalle fondamenta e decorata a stucchi nelle pareti e nelle volte grazie alle offerte degli abitanti. La statua della Madonna del Carmelo è opera di Amalia Dupré di Firenze.

### Morricone del pesco

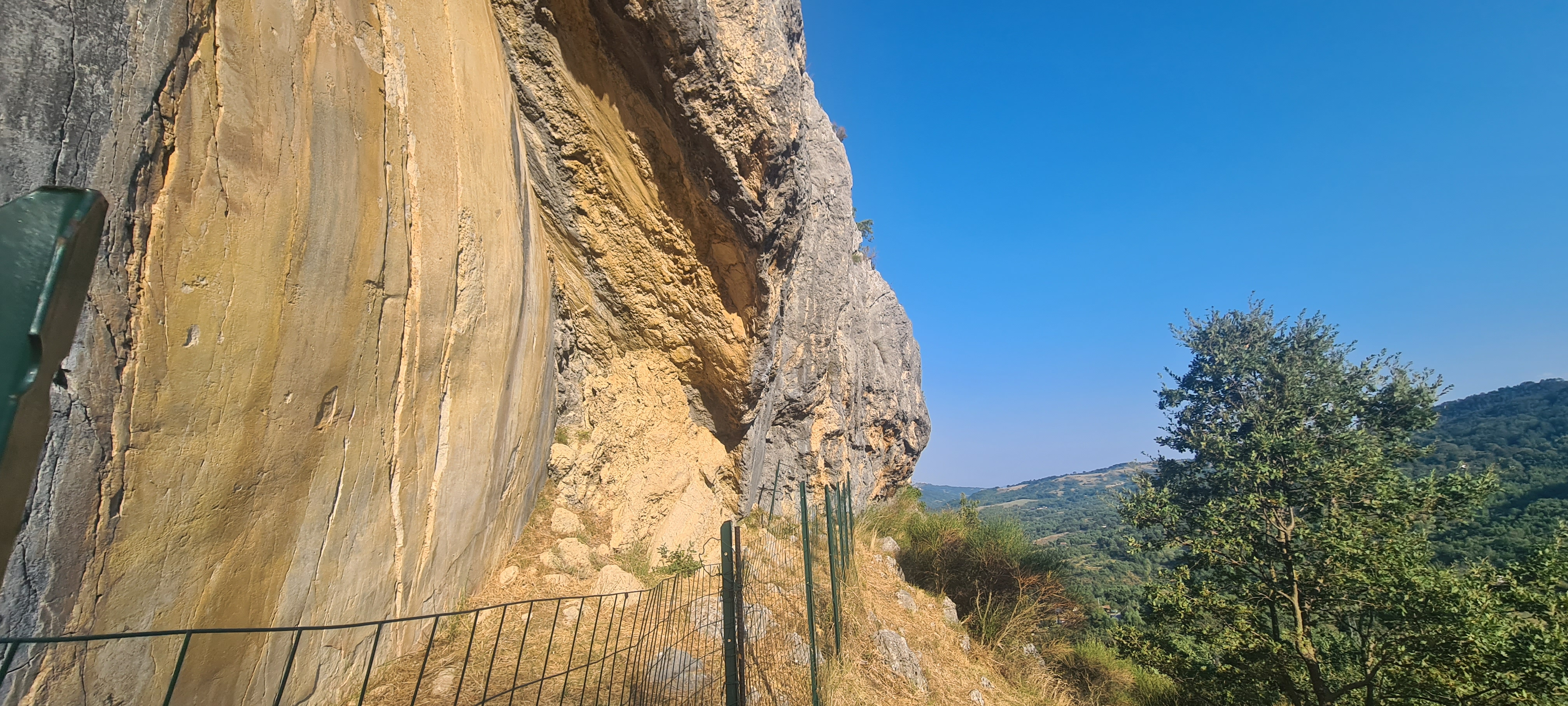
Morricone del pesco, lato sud

Scoperto nel 2011, il riparo del Morricone del Pesco è una delle prime testimonianze di arte rupestre in Molise. Si tratta di un riparo sotto roccia, che sorge a breve distanza dal centro abitato di Civitanova del Sannio, lungo l’antico tratturo Lucera-Castel di Sangro.
Tra le pitture più rappresentative ed emblematiche spiccano delle figure animali, che consentono confronti stilistici non solo con le regioni limitrofe (principalmente Puglia e Abruzzo) ma anche con il resto del contesto italiano ed europeo. L’iconografia rientra infatti nel patrimonio artistico tipico della tradizione tardo preistorica-protostorica e storica italiana di arte rupestre.

## Società

### Evoluzione demografica
Abitanti censiti

### Tradizioni e folclore
- 20 maggio Festa patronale di San Bernardino da Siena.
- 28-29-30 Agosto: Festa di San Felice Martire

## Amministrazione
| Periodo         | Periodo         | Primo cittadino       | Partito             | Carica      | Note |
| --------------- | --------------- | --------------------- | ------------------- | ----------- | ---- |
| 23 aprile 1995  | 13 giugno 2004  | Sergio Palazzo        | lista civica        | sindaco     |      |
| 13 giugno 2004  | 20 ottobre 2010 | Gino Cardarelli       | lista civica        | sindaco     |      |
| 25 ottobre 2010 | 7 maggio 2012   | Stefano Conti         |                     | comm. pref. |      |
| 7 maggio 2012   | 11 giugno 2017  | Lidia Iocca           | Uniti per il futuro | sindaco     |      |
| 11 giugno 2017  | in carica       | Roberta Ciampittiello | Il futuro è qui     | sindaco     |      |

## Approfondimenti storici e bibliografia archivistica

### La baronia sotto gli Eboli o Evoli
Gli Eboli o Evoli possederono varie terre in Molise, quali Oratino, Pescolanciano, Bagnoli, Campochiaro, Capracotta, Carpinone, Casalciprano, Torello, Frosolone, Loratino, Molise, Ripalta, Rocca del Vescovo, Rocca Sassone, Salcito e S. Biase. Fu concesso loro il titolo ducale sul feudo di Castropignano.

#### Giovanni d'Eboli
Signore di Castropignano, acquisì (atto notaio Ragone di Frosolone) il 16 giugno 1354 da Nicola Landolfo tre quarti della baronia di Civitanova, confinante con Frosolone, Civitavecchia, Spelonca, Chiauci. Vi fu assenso regio nel 1358 dei sovrani Angioini Ludovico e Giovanni I. Successivamente, il 22 ottobre 1360 (atto notaio Garganus d'Isernia), lo stesso comprò la quarta parte del restante territorio di Civitanova, pur con assenso regio, da Filippo Santangelo. Negli istrumenti di vendita il territorio non oltrepassava "il vallone dello Sterparo", quindi, includeva i fondi di Castelluccio/Scandiglieri/Forconi/Monticelli/Selvapiana/Pescovenafro/Sprondasino/Scalzavacca/Morriconi/Frasso/Corvino/Serracanino, su cui vi fu l'assenso della regina Giovanna.

#### Andrea I
Figlio di Giovanni e Clarice subentrò nella proprietà del feudo per successione nel 1396, allorquando re Ladislao d'Angiò regnava. Intorno al 1441 fu edificata, sotto detta signoria, la "croce fuori porta" per opera di un tale Cola di Civitanova che la fece scolpire con il consenso dell'Università locale, di cui fu impresso lo stemma civico. Nel 1443, con l'avvento dei sovrani Aragonesi, il feudo di Civitanova passò, provvisoriamente, a Paolo Di Sangro, per poi tornare alla di lui morte (1455) al demanio.

#### Antonio e Andrea II
Con la morte del Di Sangro nel 1455, gli Eboli rientrarono in possesso dei feudi di Civitanova, Castropignano, Capracotta, Roccaspromonte e Speronasino con diploma di concessione di re Alfonso d'Aragona. Era subentrato, nel mentre, il figlio di Andrea I e della sua consorte, Maria di Montagano, Antonio d'Eboli, che le cronache ricordano per i suoi interessi agli studi di scienze teologiche, tanto da godere costui di privilegi concessi da papa Eugenio IV presso le chiese di Civitanova e Castropignano. Nel frattempo, gli Eboli acquisirono anche le terre di Castelluccio, Pescovenafro, Selvapiana, passate in successione, insieme a Civitanova, Castropignano e Capracotta, al di lui figlio Andrea II. Difatti, il barone Andrea II fu investito nel 1457 da re Alfonso d'Aragona "pro se suisque" di vari feudi e castelli "inter alia cum baiulationibus, gabellis, mero mix toque imperio, banco iustitiae, cognizione causarum civilium, criminalium et mixtarium, et cum omnibus aliis ad castra ipsa spectantibus, et pertinentibus". Pertanto, al signore di Civitanova spettò "l'officio della mastrodattia e della bagliva", per il quale l'Università corrispondeva cento tomoli di grano al barone e 259 al duca. Andrea II d'Eboli è noto per essere stato consigliere del detto re Alfonso d'Aragona, per il quale si adoperò nell'esecuzione di una sua Prammatica, "De mena pecundum", sul potenziamento e sfruttamento dei pascoli e della pastorizia. Difatti, costui fece edificare nel feudo di Castropignano un ponte "a fabbrica" sul Biferno, per il passaggio degli armenti. Detto barone Andrea sposò Emilia Pandone, dei conti di Venafro, da cui ebbe Carlo, premorto al padre, che maritò Maria Carafa dei conti di Airola.

#### Carlo e Andrea III
Andrea III, orfano del padre Carlo, successe con relievo del 1483, presentato da sua madre Carafa sui feudi degli Eboli, con assenso di re Ferdinando d'Aragona. Pertanto, questi entrò in possesso nel 1507 dei feudi di Civitanova e Castropignano con decreto reale. Sposò Lucrezia Monsorio, vivendo presso il castello di Castropignano, come d'uso presso la famiglia d'Eboli per essere dimora più prestigiosa rispetto a quella in Civitanova. Andrea III visse anche spesso a Napoli, presso il palazzo agnatizio alla calata di San Giovanni Maggiore.
Si verificò, in tale epoca, che la famiglia Eboli, per il tramite di alcuni suoi esponenti, figurò nell'elenco dei baroni ribelli all'imperatore Carlo V a seguito della rivolta del 1528, tanto da subire condanna di esproprio di beni e di talune proprietà.

#### Giovanni Vincenzo
Nel 1528, Giovanni Vincenzo, figlio di Andrea III, subentrò nella titolarità del feudo di Castropignano, Civitanova, Casale di Valle, Montenerole e della baronia di Capracotta, con annessi feudi rustici. Detto Giovanni sposò Aurelia Carafa dei duchi di Montenero, preferendo risiedere anche a Civitanova (nel palazzetto baronale), oltre al castello di Castropignano. Nel 1528 risultò anch'egli, quale addetto alle vettovaglie dell'armata francese, tra i baroni ribelli al suddetto Carlo V, tanto da subire esproprio di beni e taluni feudi. Giovanni Vincenzo d'Eboli si trovò anche debitore di 60 ducati annui verso il monastero di Montecassino, su istrumento pubblico del 25 settembre 1615, "per quei territori, che un tempo, appartenevano al Monastero di San Benedetto de iumento albo". Il barone Giovanni morì pochi anni dopo.

#### Gerolamo d'Eboli
Di Andrea III, barone di Ciprano, fu il fratello di Giovanni Vincenzo, che si trovò annoverato, anche lui, tra i baroni ribelli di cui sopra.

#### Andrea IV
Il figlio di Giovanni Vincenzo, Andrea IV d'Eboli, sposò Isabella Crispano, succedendo al genitore nei feudi menzionati con assenso regio del 1553. A causa di un omicidio(1535), eseguito su sua commissione verso i fratelli Camillo e Fabrizio Rocco, fu colpito da "Bando" (dichiarato "fuor giudicato") e privato dell'incarico sui feudi, donati dal padre, per incapacità. Verrà riabilitato successivamente e graziato. In questo periodo la popolazione di Civitanova passò da 118 fuochi (1532) a 153 (1545).

#### Aurelia d'Eboli
Primogenita di Andrea IV, sposò il cugino Giovanni Battista Eboli. Ereditò nel 1568 e gestì i feudi paterni (Civitanova e i separati feudi rustici di Castelluccio, Pescovenafro, Selvapiana, Spelonca, Monte della Russa, Monte S. Stefano, Castagna e il casale di Spronasino, abitato fino al 1587), come da relievo pagato nello stesso anno e rispettiva significatoria. Preferì vivere con la nonna Aurelia e sua madre a Civitanova, dove la popolazione era giunta a 173 fuochi (1595), perché non fu gradita la dimora presso il castello di Castropignano. È da annoverare un'istanza tra Donna Aurelia e il comune di Civitanova, in data 11 luglio 1569, mentre con l'istrumento del notaio Bernardino Molinaris, del 10 novembre 1569, costei accordò con l'Università, grazie anche all'intervento del vescovo di Trivento, il diritto di pascolo dei propri capi ovini sulla terra della Montagna. Anche Montelarussa, S. Stefano e Macchia restarono demaniali. Però, fu fissata rendita di ducati 100 a favore del barone e 30 per legna e paglia, collette queste che furono poi confermate nell'apprezzo successivo del Majone del 1627. Sotto la signoria di Donna Aurelia, il feudo di Civitanova fu spesso assalito da una banda di 700 predoni, comandata dal bandito Marco Sciarra e poi sgominata da volontari cittadini e soldatesche baronali di Civitanova, con a capo il popolano Carlo Russo, nello "scontro presso la contrada della Vitacchiosa". La baronessa fu molto accorta verso i suoi sudditi, elargendo loro sostegni e beneficenza, oltre a interessarsi ai lavori migliorativi e ampliativi della chiesa civitanovese di S. Silvestro (il campanile, il portale con il massiccio colonnato recante lo stemma degli Eboli). Il tempio risistemato fu consacrato nel 1569 da mons. Alfonso Mariconda, vescovo di Trivento. Aurelia d'Eboli non ebbe figli e lasciò vedovo (17 novembre 1603) il marito, in parte beneficiario dell'eredità, che sperperò contraendo anche taluni debiti. Tra l'altro, in un relievo, presentato da Giovanni Battista Eboli il 23 dicembre 1604 e corrispettiva significatoria, risultò il comune affittuario del feudo di Castelluccio, senza però godere di alcun diritto su Scandiglieri.

#### Giovanna d'Eboli
Secondogenita di Andrea IV, Giovanna sposò il principe Caracciolo di Santobuono ed ebbe dei figli in successione: il duca Ferollito Ferrante Caracciolo e Isabella Caracciolo, che sposò Marino Caracciolo di Santobuono. Quest'ultimi nipoti, eredi di metà del patrimonio della defunta zia Aurelia, entrarono in lite per la di lei successione, nel febbraio 1605, con lo zio Giovanni Battista d'Eboli e suo fratello circa la divisione dei feudi di Civitanova e Castropignano, nonché per un credito vantato. I litiganti giunsero, per intervento del Vescovo di Trivento, Giulio Cesare Mariconda, a transazione sulla divisione del patrimonio (divisione egalitaria, metà quota a ciascuno), avvalendosi dell'apprezzo, fatto dal tavolario Virgilio De Marino il 4 febbraio 1606, nonché del parere degli "arbitri" Scipione Rovito e Ferrante Brancia. Isabella Caracciolo, erede del quondam fratello duca Ferollito, venne a convenzione con il suddetto zio. A Giovanni Battista d'Eboli spettò "la terra di Castropignano e la terra di Civitanova con loro castella...con l'infrascritti feudi, e subfeudi disabitati",quindi il feudo di Castelluccio, Spelonca, Pescovenafro con Selvapiana, Morriconi e Scalzavacche, oltre al feudo del Gallo in Castropignano, a soddisfazione del credito in essere verso i nipoti. Dall'apprezzo, però, scaturì che il feudo rustico detto "la Montagna" era di proprietà demaniale dell'Università di Civitanova, seppur vi fu accordo con il barone di far pascolare ivi le sue pecore. Risultò, infine, che le rendite baronali di allora sui fondi rustici, separati da Civtanova, erano così formate:
- rendite in erbe e ghiande, provenienti dalle terre di Scalzavacca, Morriconi, Pescovenafro, Castelluccio, Selvapiana, S. Donato, Spronasino, Frasso[25];
- rendite in grano e orzo da S. Bartolomeo, Morriconi, Spelonca, Spronasino. Dette terre, quindi, erano indipendenti dal feudo di Civitanova. L'apprezzo del Majone indicava i confini del feudo di Civitanova, oltre che con Civitavecchia, Frosolone, Chiauci, Sessano, Bagnoli anche con i feudi rustici citati.

Su tale transazione Caracciolo-Eboli fu accordato l'assenso del viceré di Napoli, Giovanni Alfonso Pimentel d'Errera conte di Benevento, in data 15 febbraio 1605.
In questo periodo, al 27 maggio 1607, il comune diede in fitto a un certo Laurito Cioffi le terre di Selvapiana, Monticelli, Forconi (ove esercitava gli "usi civici") riservandosi la Montagna, Scandiglieri, Spelonca, Monte la Rossa. Altrettanto contemporanei taluni lavori di migliorie nella chiesa di San Silvestro per opera dei menzionati Caracciolo, come l'altare maggiore in arte napoletana, il fonte battesimale in rame sbalzato e vari dipinti seicenteschi.

### La baronia sotto i d'Alessandro di Pescolanciano

#### I Barone Gio. Gerolamo (fine 1500-1642)
Costui acquisì la terra feudale di Civitanova con i suffeudi rustici annessi, Selvapiana-Monticelli-Scandiglieri-Forconi-Spronasino, tramite asta pubblica del 10 marzo 1627, fissata del Sacro Consiglio, su apprezzo giuridico del Majone (29 aprile 1627) con sue stime sulle rendite, confinanti con i beni demaniali della locale Università e con quelli del convento di S. Antonio. Il citato venditore Giovanni Battista d'Eboli, marito della defunta Aurelia fu obbligato all'alienazione, per istanza di creditori su debiti familiari contratti. Il 16 ottobre 1629 su tale compera fu impartito il Regio Assenso del viceré di Napoli, Ferrante Afan di Rivera duca d'Alcalà, con prezzo stabilito di 26.210 ducati (l'istrumento di vendita è del 10 agosto 1629). Da questo documento governativo è risultato che l'acquisto comprendeva oltre alla proprietà terriera anche il "castello diruto", così come il "feudo inabitato detto Sperondasino". L'istrumento di vendita fu rogato per notaio Giovan Battista Franco e notaio Marzio di Grisi. Successivamente, il conte di Monterrey, viceré di Napoli, il 24 maggio 1631 convalidò l'assenso Regio del duca di Alcalà su detta alienazione. Successivamente, nel 1632, il detto primo barone di Civitanova del casato d'Alessandro fu citato nel Cedolario di Molise per il pagamento delle tasse dovute per Speronasino (3.2.12) e Civitanova (12.1.15), la cui popolazione era composta di 160 fuochi (1648).

#### II Barone Agapito (1595-1655)
Allo strumento del 22 aprile 1646 fecero seguito, nel 1648, due transazioni con Regio Assenso tra il barone di Pescolanciano e il comune di Civitanova per la lite sulla proprietà del fondo Montagna e Spelonca. In quest'epoca il comune era governato dal reggente Tappia, che segnalò nel 1627 l'esistenza di una rendita di 240 ducati per erbaggi a favore della medesima Università sulle terre demaniali (escluse Montagna, Scandiglieri, Forconi, Monticelli).

#### I Duca Fabio Junior (1626/8-1676)
Detto primo duca di Pescolanciano elargì donativo per rifacimento del soffitto ligneo della chiesa di S. Silvestro Papa, che fu realizzato dal maestro Alessandro De Mascio con la sovrintendenza di D. Nicola Padula, procuratore dei beni civici, nell'ottobre 1668.
Alla data 1669 lo stesso D. Fabio J. risulta negli elenchi relativi alla "Nova situatione de pagamenti fiscali" in qualità di feudatario delle terre nel Contado di Molise, per i quali doveva il pagamento di tributi, come per Spronasino: Duc.4, rispetto a: - Carovilli e Castiglione: Duc. 34; - Civitavetere: Duc.5; - Castrovillari e Castiglione: Duc.13;-Pescolanciano: Duc.8; - Schena e Cocozole: Duc. 6; -Valle di Montemignano: Duc. 20.
Mentre nel Cedolario della provincia di Molise,da tato 1639-1695, la terra di Civitanova era tassata per ducati 12.1.15, quella di Speronasino ducati 3.2.12 ("pro Criminalia e causa civili" 4.1.1, "pro Portulania" ducati 3.3.3½).Questa imposizione fu mantenuta fino al 15 novembre del 1695, quando la S.R. Camera decretò un nuovo apprezzo che fu eseguito dal tavolario Antonio Galluccio sul patrimonio feudale e burgensatico. In tale apprezzo si evidenziò il feudo della Castagna, confinante con Chiauci, Civitanova, Spronasino e Pietrabbondante.
Inoltre, in una pubblicazione dell'epoca, risultano alcuni feudi di casa d'Alessandro, annoverati nella provincia Contado di Molise, con i rispettivi fuochi: "Caravilla e Castiglione F.47, Civitavecchia F.38, Civita Nova F.129, Castello de Giudici F.82, Pescolanciano F.31 -con Camera Riservata". All'epoca, comunque, le rendite sulle terre di Civitanova erano così articolate: 1.500 ducati per erbaggi sulla Montagna, 250 per gli erbaggi sui feudi di Scandiglieri-Forconi-Monticelli-Selvapiana.
Si evince da quella situazione fiscale lo stretto collegamento tra il feudo di Civitanova e quello "rustico" di Sprondasino, ove trovasi il "casino del Duca". Quest'ultima proprietà comprendeva anche le terre di Frasso e Serracanina e risultava in "parte boscoso e parte coltivatorio, che confina col fiume Trigno, il vallone del fossato, il feudo della Castagna, l'acqua della Coperchiala, ed il fiume fonte d'Agnone"(Verrino).

#### III Duca Giovanni Giuseppe (1656-1715)
Nel 1704, a seguito di "gravi danni" subiti nei fondi di Castelluccio per opera di alcuni Civitanovesi (vi fu processo presso il tribunale di Lucera) il noto duca-poeta Gio. Giuseppe (V barone di Civitanova e III duca di Pescolanciano), autore di trattati equestri e moralizzanti, ordinò l'incisione di tutti gli alberi esistenti nel feudo di Civitanova. Tale operazione servì a dimostrare il proprio possesso su questi boschi e terreni (Scandiglieri, Forconi, Monticello, Selvapiana, Spelonca, Castelluccio, Pescovenafro) per "usi civici", già contesi dal comune di Civitanova in una prima lite presso l'abolito S.R. Consiglio (2 marzo 1704, sui fondi di Spelonca, Montagna, Scandiglieri, Forconi, Monticelli, Selvapiana, Pescovenafro), onde far valere i propri diritti dominicali. Detta lite fu sollevata da quel gruppetto di Civitanovesi che avevano ricevuto querela dal d'Alessandro, causa i danni subiti di cui sopra nella tenuta di Castelluccio. Consapevoli di un'immediata sentenza e pena da parte del tribunale di Lucera, per il tramite di dodici deputati comunali eletti, vollero comunque introdurre "la lite per gli Usi Civici", onde distogliere l'attenzione del barone nel prosieguo della richiesta del risarcimento del danno subito. Ma al riguardo, non tutti i cittadini di Civitanova furono d'accordo nell'intentare disputa sugli "usi civici". Documenti datati 1695,1696,1697 e 1704 testimoniarono l'esistenza di affittanze anche degli erbaggi per il pascolo sui feudi rustici di Scandiglieri e Sprondasino. Nella circostanza, a favore del duca d'Alessandro "intervennero tutt'i cittadini di Pescolangiano" per disapprovare la lite mossa, in quanto ritennero che da questa disputa, "vana protesta", si aspettavano "danno e non utile pel commune". Nella delibera del 1707 si richiese all'Università la prova del "possesso del jus di pascere, acquire, lignare et pernottare". Difatti, il 28 gennaio 1705 vi era stato primo decreto di riconoscimento del possesso ducale sulle terre contese, cui fece seguito quello del 18 giugno 1707, mentre l'Università ribadiva l'esistenza degli "usi civici" sulle terre di Castelluccia, Casale, Forconi, Monticelli, Spelonca. Il duca chiamò in causa, in sua difesa, le risultanze degli apprezzi seicenteschi del Marino e del Majone circa le vendite delle erbe e ghiande da parte del barone, senza alcun obbligo di "usi civici". La lite continuò solo per i fondi di Montagna e Spelonca, mentre per gli altri quattro feudi il comune rinunciò, già dal 1707, alla controversia e rimasero in possesso del duca (già confermato con decreto dal Sacro Regio Consiglio su le prove ducali), come aveva segnalato anche il Galluccio nel suo apprezzo. In data 8 marzo 1708, il duca fece istanza con delle testimonianze presso la Regia Camera "per dimostrare che la Montagna di detto Comune era feudale". Ciò fu confermato dalla relazione di Giuseppe N. Fiore, razionale del Regio Cedolario. Le liti, comunque, permasero sul feudo della Montagna, Spelonca e sugli "usi civici".
È da evidenziare che Civitanova fu, tra i feudi posseduti, quello ove la contesa su diritti e proprietà di territori fu più viva e accesa. Furono, difatti, numerose le liti tra feudatario e Università dal XVII secolo fino al XIX secolo come testimoniato da una cronistoria dettagliata di un'opera di cause, conservata presso la biblioteca di Campobasso.
Le contese sul legittimo possesso dei beni feudali continuarono anche con il Duca Ettore Fabio (1694-1741). Tra l'altro, nel 1720, la popolazione di Civitanova, approvando la delibera di proseguire le due liti contro il duca (per la "Spelonca e Montagna" e per gli "usi civici"), ottenne il regio permesso per disporre la numerazione delle liti tra l'Università suddetta e il feudatario d'Alessandro. Il 6 febbraio 1720 fu stipulato presso lo stesso notaio G. Maddalena in Napoli la transazione secolare, risalente all'avo Gio.Gerolamo, sul feudo rustico di Rocca della Meta. Successivamente, il 9 marzo 1720 il duca diede in fitto, con strumento del notaio Viani di Civitanova, il taglio dell'erbaggio del casale di Civitanova per 164 ducati.
Il duca Ettore concluse anche con il sig. Giovanni Matteo Iapace di Campobasso, procuratore del fratello Francesco Iapace, il contratto di affitto di "(...) erbaggi d'una montagna feudale sita nella Terra di Civitanova". I terreni in questione comprendevano tutto il territorio della Montagna sino al tratturo, con confini ben delineati per una durata di tempo di tre anni ("tre intere stagioni": 1735,1736,1737). Il ricavato del fitto ammontava, come per i precedenti contratti conclusi con il sig. Franco d'Alena di Agnone, a circa 435 ducati annui, con un anticipo di metà della somma. L'affitto partiva dalla chiusura della "fida" degli animali, ad eccezione degli animali appartenenti ai cittadini di Civitanova, con la possibilità tra l'altro di tagliare legna di "(...) alberi non fruttiferi" per i pastori e di abbeverare le masserie.

#### V Duca Nicola Maria I (1726-1764)
Nel 1749 detto duca d'Alessandro risultò iscritto nell'Onciario di Civitanova del Sannio, come soggetto d'imposta ante litteram, perché intestatario di un fabbricato in quel borgo e di beni feudali. Difatti, in virtù della baronia sul sunnominato paese, con popolazione giunta a 1.748 fuochi (1780), il casato vi possedeva un ampio palazzo nobile (composto da circa 17 stanze), ove saltuariamente risiedevano i d'Alessandro, titolari anche di un casale denominato "la Staccia", una taverna, un mulino ad acqua, case di caccia. La residenza d'Alessandro sorgeva in prossimità della chiesa di S. Silvestro Papa, nel centro storico del paese, probabilmente già dimora dei precedenti feudatari. Il 7 aprile 1748 D. Nicola Junior firmò transazione a chiusura della lite con l'Università durata quattro anni, con la quale fu fissata la restituzione delle aree demaniali e degli erbaggi e la cessione del fondo, detto "Spelonca", a favore del comune di Civitanova per mezzo del notar Domenico Antonio Mezzano di Frosolone. Alla stessa data esiste altro istrumento tra il detto duca e la medesima Università per la cessione a quest'ultima dei terreni della Montagna e del Tratturo per ducati 1.500. Il prezzo fu pattuito in base alle varie rendite e a questa data i soli erbaggi della Montagna rendevano 500 ducati annui. L'Università, invece, si impegnò a ripagare i ducati 130 come da transazione del 1569, su una rendita dei beni demaniali conteggiata per 1.342 ducati. Inoltre l'Università "intese di abbandonare e rinunciare a tal lite" per usi civici sopra i "feudi rustici e separati", onde "metter fine a tutte le liti". I suddetti due istrumenti ottennero il Regio assenso.

#### VI Duca Pasquale Maria (1756-1816)
Il 19 dicembre 1770, il VI duca di Pescolanciano, D. Pasquale Maria, noto alle cronache come l'illustre "ceramologo" venne citato come intestatario nella registrazione dell'attuario Gennaro Albano, su istanza fiscale con certificatoria della Regia Camera, con la quale venne fissata l'iscrizione nei libri del Regio Cedolario dei feudi di Pescolanciano, Civitanova, Carovilli, Castiglione, Civitavecchia, Speronasino, Castel del Giudice, Roccacinquemiglia. Si sposò con Maria G. Spinelli dei principi di Cariati e in seconde nozze con Giuseppa (o Anna Maria) Francolanza, dalla quale non ebbe prole. Morì quest'ultima il 31 gennaio 1814 a Civitanova (da ciò si evince che la famiglia risiedeva a Civitanova nel palazzo baronale dal 1805, epoca del terremoto che distrusse il castello di Pescolanciano). In questo periodo, era ancora funzionante alla data del 1780 il monastero dei "Conventuali", con "8 cappelle, 2 benefici, 2 badie ed una prepositura".
Il patrimonio terriero del casato fu gestito con la massima oculatezza. Risultano numerosi contratti d'affitto dei terreni feudali, stipulati con le popolazioni locali, pur di evitare il degrado e l'abbandono degli stessi (nel 1765 il feudo di Casale fu affittato a cento civitanovesi per nove anni, anche Scandiglieri, nel 1786 i terreni di Fossati e Grotti furono affittati, il 13 aprile 1793 vi fu affittanza di terreni di Selvapiana a 143 civitanovesi per il tramite del notaio Moccia, altra affittanza il 22 aprile 1802 per notar Pascasio di Bagnoli, l'istrumento del 22 marzo 1817 per notaio Moccia e del 9 febbraio 1821). Negli istrumenti di affitto il d'Alessandro pretese il "patto di non poter recidere neppure un ramo di albero, sotto pena di ducati sei". Per il bosco di Selvapiana ogni 29 settembre vi era ordine di chiuderlo "né potrebbe accedervi chicchesia, per non disturbare il duca, o coloro che se le comprerebbero, nella raccolta delle ghiande". Il duca supplicò il sovrano, per mezzo della Regia Camera, di permettere simili iniziative quali il taglio di quattro boschi (Morriconi, Spronasino, Frasso, Selvapiana), "riducendone una parte a coltura"; detta supplica fu accolta nel 1783. Il 19 febbraio 1784 con Regal Dispaccio il duca fu autorizzato al taglio e dissodamento dei boschi anzidetti.
Nel 1790 Don Pasquale riuscì, poi, a ottenere dal vescovo Gioacchino Paglione le reliquie del Martire S. Felice per il feudo di Civitanova (altra fonte storica parrocchiale riferisce dell'arrivo delle reliquie del Santo a Civitanova il 9 giugno 1779), che vennero inizialmente sistemate nella cappellina del palazzo baronale e venerate dalla popolazione, giunta a 2.179 abitanti nel 1797. Si verificò in questo tempo che in alcuni suoi feudi il duca Pasquale si trovò coinvolto in disordini o rivolte popolari al tempo della rivoluzione francese. Se ne trova cenno in una lettera del duca inviata allo zar di Russia, suo ospite, nella quale riportò l'incendio di un intero suo feudo con "...la rovina della popolazione residente" a causa delle diffuse idee giacobine. Ciò doveva riferirsi a un'azione repressiva compiuta da truppe francesi e milizie giacobine contro l'abitato di Civitanova, dove furono incendiate numerose case.
Difatti, si trattò della spedizione del 10 maggio 1799, organizzata dai giacobini del sacerdote don Antonio di Majo, mossasi da Baranello contro la cittadinanza di Civitanova, colpevole per aver abbattuto l'albero della libertà. Costoro furono, però, arrestati dai congiurati, capeggiati da Evangelista Santilli, rischiando la fucilazione, evitata grazie all'intervento dell'arciprete Viani. Seguì il 20 maggio l'occupazione del paese da parte delle truppe filo-francesi, comandate da Andrea Valiante di Jelsi. I francesi bruciarono 214 case (danno quantificato all'epoca pari a 31.000 ducati), oltre a fare soprusi e brutalità sui cittadini. Per tale danno subito dalla popolazione, per mano dell'occupante straniero, il duca Pasquale d'Alessandro, in data 7 settembre 1799, autorizzò, per sostenere la ricostruzione del borgo danneggiato, il taglio di 80 abeti e 16 cerri "che si devono alle qui sotto notate della nostra terra di Civitanova, i quali nella passata stagione hanno sofferto la disgrazia di essere stati saccheggiati da Frangesi e sediziosi". Lo stesso sovrano, re Ferdinando IV, su intercessione del duca d'Alessandro, aiutò Civitanova, concedendo con decreto del dicembre 1799 ai suoi cittadini l'esenzione da ogni tassazione reale per sei mesi, onde far fronte alle perdite subite, nonché quale segno di riconoscimento della loro fedeltà monarchica. Con la prima restaurazione, che sconfisse la temuta "anarchia", la situazione del feudo tornò alla normalità, tanto che nel documento "Mensuale delle rendite dello Stato di Pescolangiano" il duca d'Alessandro percepiva rendita, a gennaio del 1803, sulla terra di Civitanova pari a ducati 96.2.25, comprensiva di quella di un mulino attivo sul territorio, come per gli anni passati.
Da quel periodo in poi, seguirono una serie di cause giudiziarie contro le proprietà ducali e la gestione delle rispettive rendite. Inoltre, contro di lui infierì un'ulteriore avversità. Nella notte (alle 2:15) di S. Anna del 26 luglio 1805 il citato terribile terremoto sconvolse il Molise e regioni attigue. Nella circostanza il duca Pasquale, con i familiari, si trovava a Pescolanciano. Dallo spaventoso sisma egli, unitamente alla famiglia, ne uscì indenne; il castello tuttavia subì danni dal lato nord-ovest per cui fu necessario traslocare nel palazzo nobile non danneggiato di Civitanova, che divenne la nuova dimora ducale in Molise per vari anni fino alla data di alienazione del cespite. Il 2 agosto 1806, con l'entrata della legge sull'abolizione della feudalità, l'Università di Civitanova tornò a sollevare causa per il preteso possesso degli "usi civici" delle già contestate terre. Il duca si difese con le prove degli apprezzi seicenteschi del Marino e Majone, circa le rendite ducali su erbaggi e ghiande nonché con gli accordi transattivi del 1748 e infine con gli strumenti di affitto dei fondi contesi negli anni pre e post 1806. Fu nominata una commissione feudale l'11 novembre 1807, seppur in data 18 giugno 1807, sotto re Murat, il duca aveva ottenuto un terzo decreto a suo favore per lite possessoria contro il comune sulle terre di Castelluccio, Pescovenafro, Morriconi, Scalzavacca (contro la turbativa del duca verso i cittadini nel "possesso di legnare, pascere, acquare e pernottare sui territori denominati Scandiglieri, Spelonca, Forconi, Monticelli e Selvapiana"). Tuttavia sul diritto "pascendi, acquandi et pernoctandi", preteso dall'Università, fu deliberato di raccogliere una sommaria informazione su prove tangibili. Nel mentre, fu aumentata la guardiania preposta a catturare e ingiungere ammende a coloro che abusavano di queste terre feudali per i loro pascoli e per fare legna.
Il 27 giugno 1810 vi fu sentenza della Commissione feudale tra l'Università di Civitanova e il duca Pasquale con cui si stabilì che sul demanio feudale, la Selva di S. Opolo, competeva ai cittadini l'uso civico mentre il pagamento del terraggio non maggiore della decima spettava ai possessori dei terreni da 10 anni. Inoltre, vennero riconosciute demaniali e di proprietà del comune, le terre di Casale, Selva di S. Maria, Selva del Fasto, Selva della Vetacchiora,Vallone e il bosco delle Strette, già feudali. Nel 1811, sotto la regnanza francese che intese colpire gli abusi feudali, il commissario del re, Biase Zurlo, verificò la presenza di demani ex feudali con uso di diritti civici nel contado del Molise. Il comune di Civitanova dichiarò che nel casale di Scandiglieri (Scandigliano), ex feudale, "i cittadini non vi hanno rappresentato alcun dritto", tanto da essere emessa ordinanza del 23 dicembre 1811 di terra "chiusa a qualunque uso civico". Nel mentre, in detto anno la frazione civitanovese di Chiauci divenne comune autonomo, mentre il comune di Civitanova, che nel 1799 aveva fatto parte del dipartimento del Sangro e cantone di Agnone, passò al Distretto d'Isernia, sotto l'amministrazione di Frosolone.
Don Pasquale fu l'ultimo titolare della baronia civitanovese, agli effetti della normativa reale, dopo la citata legge sull'abolizione della feudalità del 1806. Risulta, difatti, ultimo intestatario nel "Cedolario di Molise" del feudo baronale di Civitanova, che alla data del 1 maggio 1816 contava 2.714 cittadini, nonché disponeva di 120 animali (pecore,capre) e l'Università disponeva di 6.897 tomoli con imponibile pari a 1.342 ducati. Lo stesso nobile ceramologo si trovò in uno stato di demenza, "che produsse prima la dissipazione del suo ricchissimo patrimonio e poi la interdizione dello stesso nel 1813, come apparisce dalla sentenza del Tribunale".

#### VII Duca Nicola Maria II (1784-1848)
Nicola Maria II nacque il 13 luglio 1784 in Civitanova del Sannio (il 18 luglio fu battezzato dal Vescovo di Trivento, Gioacchino Paglione), ove il medesimo padre soggiornava.
Con le sorelle si trovò nuovamente coinvolto nella secolare controversia tra la famiglia d'Alessandro e il comune di Civitanova sul legale possesso delle terre Scandiglieri, Forconi, Monticelli, Selvapiana. La causa fu mossa dal Comune, con atto di citazione del 17 dicembre 1818, per l'indebito possesso con obbligo "di rilascio" dei citati fondi da parte del duca, innanzi al tribunale di Campobasso. Nell'appello fu riconosciuta solo Selvapiana di legittimo possesso ducale, mentre si incaricarono dei periti (architetti Visconti, Bonito, Minervini) per individuare l'esatta confinazione del demanio comunale rispetto alle terre citate e a quelle degli ex feudi di Pescovenafro e Castelluccio, Sprondasino, Frasso, Serracanina, Scalzavacca, Morriconi. Forconi e Scandiglieri risultarono essere contrade dell'ex feudo di Castelluccio, mentre Pescovenafro comprendeva Monticelli, Selvapiana e S. Donato. Nel 1811 l'intendente Biase Zurlo aveva, tra l'altro, ordinato la ripartizione del territorio della Spelonca tra i comuni di Civitanova e Bagnoli. Nonostante ciò, a quella data si dimostrò, a difesa del duca, il non bisogno della popolazione di Civitanova, che era ridotta a 120 fuochi (circa 600 abitanti), possedenti circa 130 animali, tra i quali "tutt'i contadini dopo di aver terminata la semina nel mese di novembre emigravano recandosi in Puglia, donde tornavano a primavera". Pertanto, il 10 febbraio 1819 il tribunale civile richiese al comune di Civitanova prove con titoli e testimoni sul dritto di possesso dei fondi suddetti (dei 28 testimoni,18 erano civitanovesi, sostenitori dei diritti di possesso sulla recisione di legna o pascolo, contro i 24 del duca), mentre il duca certificò i suoi beni burgensatici, adducendo le solite prove degli apprezzi e dei contratti di fitto di seminativi, erbaggi e ghiande, nonché delle autorizzazioni a dissodare i terreni del 1783 (nel 1817 le terre di Selvapiana affittate ai civitanovesi con i consueti obblighi di non recidere alberi o rami o raccogliere ghiande). Il duca Nicola II, in questo periodo, era particolarmente impegnato nelle iniziative di risanamento dei numerosi debiti, contratti dal padre e pendenti sul casato a tal punto da obbligarlo in una prima importante alienazione di tutti i palazzi agnatizi su Napoli (via Nardones, via S. Lucia, Mergellina) oltre ai numerosi immobili presenti negli ex feudi (dalle residenze baronali ai mulini). Queste vendite furono realizzate intorno al 1820. La sentenza del 13 luglio 1822 riconobbe e autorizzò l'azione di rivendica a beneficio del comune, condannando il duca Nicola II al rimborso delle spese giudiziarie e dei frutti del prorogato possesso. Alla sentenza fece appello il duca con atto di opposizione del 18 aprile 1832, adducendo notevoli prove testimoniali del possesso feudale dei territori citati, contrariamente a quelle del comune ritenute fasulle. Il 13 dicembre 1833 la Gran Corte, esaminati gli atti e consultati i periti nominati (Minervini, Bonito, Visconti), annullò la sentenza del 1822-23 contro D. Nicola II, riconoscendo al duca la proprietà di Selvapiana e richiedendo perizia per i fondi di Scandiglieri, Forconi, Monticelli (loro collocazione catastale, confini con il demanio). Fu dimostrato, con la perizia di tre architetti, che detti fondi non erano nel demanio di Civitanova, ma Scandiglieri e Forconi erano nel feudo rustico di Castelluccio e Monticelli e Selvapiana in quello di Pescovenafro. D'altra parte, il duca usò a difesa la sentenza del 1707 contro la quale l'Università non si attivò per circa 130 anni, portando prove sul possesso degli "usi", né si attivò per provare i confini demaniali. Contro questa decisione il comune fece, però, ricorso per annullamento tramite la Suprema Corte di Giustizia, dimostrando che nel fondo Forconi esistevano sei "masserie o fabbrica" e terreni con rendite a favore del comune, nonché in casale Scandiglieri (distinto da Castelluccio), oltre all'esistenza di una rendita per erbaggi, goduta dal 1627. Venne rigettata la "rivendica" del comune per Scandiglieri e il 20 febbraio 1835 il duca ottenne l'esecuzione della disposizione della Gran Corte Civile, confermata dalla Suprema Corte. Il 15 gennaio 1836 la Gran Corte rigettò, pure, la "rivendica" per Monticelli, Scandiglieri, Forconi. Il comune produsse, ancora, ricorso per annullamento. In data 24 dicembre 1838 l'Intendente della Provincia emise ordinanza di presentazione del duca a comparire all'udienza del Consiglio d'Intendenza per altra lite sollevata dai civitanovesi sul legittimo possesso di "legnare, pascolare, acquare e pernottare" nel demanio aperto ex feudale. Inoltre, con ordinanza emessa il 20 marzo 1839 si incaricò il sig. Marco Di Capua, presidente del Consiglio Distrettuale d'Isernia, di verificare gli "usi civici" contesi e contestati dal duca per mancanza di titoli e documenti della controparte. La popolazione di Civitanova, intanto, faceva uso dei diritti nelle proprietà feudali per consuetudine e presunti "usi civici". Per tale motivo fu incrementato il numero dei guardiani di casa d'Alessandro sulle terre contese (cioè i fondi rustici e separati da Civitanova), i quali verbalizzarono i civitanovesi sorpresi alla raccolta di legna o a far pascolare animali "senza licenza del duca". Ne seguirono cause nel 1829, 1830 e 1835 contro questi trasgressori. Per conto del duca, alla data del 2 febbraio 1841, l'avv. Antonio Fabiani presentò memoriale difensivo nella disputa alla Gran Corte de' Conti, rigettando la pretesa degli "usi civici" del comune, adducendo che i feudi "reclamati erano rustici e separati dal territorio di Civitanova".
D. Nicola, in tutta la sua vita, fu ispirato dal medesimo sentimento religioso e di mecenatismo che contraddistinse i suoi predecessori. Nel 1823, dopo la probabile vendita del palazzo baronale, donò alla chiesa arcipretale di Civitanova del Sannio le reliquie di S. Felice, contenute in una preziosa teca d'argento già custodita nella cappella del suddetto palazzo, felicitando la popolazione arrivata a 8.098 fuochi (1835).

#### VIII Duca Giovanni Maria (1824-1910)
È noto il suo impegno nel riordinare la casina di caccia di Sprondasino, a metà Ottocento. Detta proprietà, nota come "casina del Duca" è situata in località Sprondasino di Civitanova del Sannio. Intorno a questa residenza si estendeva un ampio appezzamento su cui il duca, per il suo interesse per l'agricoltura, aveva fatto coltivare diverse specie di piante di frutta e ortaggi con vigneti. Questa signorile dimora fortificata da quattro garitte ad angolo, aveva un tempietto per il rituale religioso, all'interno del quale sopra l'altare fu posto il dipinto del pittore De Curtis, "la Vergine del SS. del Conforto". La casina era dotata di depositi vari, una cantina ove veniva fatta la molitura delle olive con torchi a mano (trappeti) e dispense. Il piano terreno ospitava ambienti di rappresentanza, mentre al primo piano trovavasi l'alloggio padronale con una fornita biblioteca scientifica. Nel 1848 il comune di Civitanova riprese la causa non chiusa del 1819 per i fondi di Castelluccio, Casale, Scandiglieri, Forconi, Monticelli, Selvapiana, con ordinanza di riconoscimento del possesso dei diritti civici in data 7 agosto 1850. Il duca Giovanni Maria d'Alessandro fece, quindi, ricorso portando in sua difesa i vari decreti sette-ottocenteschi di riconoscimento del possesso su detti feudi rustici, con natura patrimoniale e non demaniale (non soggetti a "usi civici"). Tra l'altro, detti terreni non erano mai stati riconosciuti "demaniali feudali" da un'autorità giudiziaria e comunque, qualora fosse avvenuto, dovevano essere divisi in base al principio del "possesso attuale". Il comune si servì di varie testimonianze dei suoi cittadini nel tempo circa la conferma degli "usi civici" (pascolare, pernottare, acquare, legnare) sulle terre contese, ritenute "fondi aperti". L'azione di rivendica o reintegra del comune di Civitanova ottenne sentenza di rigetto dalla Gran Corte Civile di Napoli per insufficienza di prove e perché su tali terre esisteva "a favore del Duca un possesso continuo, non interrotto, pacifico di oltre 200 anni". Le due ordinanze del 1851 e 1852 emesse dall'Intendente, con perizia sui confini-estensione-valore, riconobbero il possesso ducale. Tra il 1859 e il 1862 il duca Giovanni, quindi, incaricò il geometra Antonio d'Alisera e Fortunato Di Iorio, nel far redigere la "platea" di questi beni feudali civitanovesi rimasti. L'intera platea fu suddivisa nelle seguenti tre sezioni:
1. Sezione Prima: composta da 19 tavole;
2. Sezione Seconda: composta da 10 tavole;
3. Sezione Terza: composta da 12 tavole.
4. Sezione Quarta: su Morriconi.

Il documento riporta, in modo descrittivo, le caratteristiche morfologiche degli ex feudi della casa ducale: Selvapiana, Pescovenafro, Morriconi, Scalzavacca, e Frasso con le relative dipendenze.
La pianta topografica della "sezione prima" si riferisce agli ex feudi di Castelluccio, Casale, Scandiglieri e Pescovenafro. È divisa in 19 sezioni e ha una superficie complessiva di tomola 3.080 misura 12 e un quarto:
1. Sezione Prima: Stazzo, misura tomola 69.33.½.
2. Sezione Seconda: S. Anzia, misura tomola 53.3.½.
3. Sezione Terza: Corvine, misura tomola 112.0.½.
4. Sezione Quarta: Piana le Pere, misura tomola 58.3.3.½
5. Sezione Quinta: Vallone, Creta Rossa e Sotto l'Inforchia, misura tomola 107.4.0.
6. Sezione Sesta: Bosco di Selvapiana, misura tomola 208.2.0.¼. Si riferisce a una quotizzazione della terra boscosa Selvapiana messa in cultura e data in fitto a diversi cittadini di Bagnoli e di Pietrabbondante. Espansione non indicata.
7. Sezione Settima: Serra Canina, misura tomoli 58.2.2.¼.
8. Sezione Ottava: Pescovenafro, Immersa Pelata e Colle Favaro, misura tomola 119.3.0.¾.
9. Sezione Nona: Selvapiana e Cretarossa, misura tomola 224.0.2.¼.
10. Sezione Decima: Mandrone e Pescovenafro, misura tomola 100.3.3.¼.
11. Sezione Undicesima: S.Donato e Colle Favaro, misura tomola 188.3.0.2. ¼.
12. Sezione Dodicesima: Fossato, Frusceta e S.Donato, misura tomola 170.L.0. ¼.
13. Sezione Tredicesima: Sotto le Grotte e Pietra l'Incolle, misura tomola 131.0.2. ¼.
14. Sezione Quattordicesima: Casino o Inforchia, misura tomola 36.2.3. ¼.
15. Sezione Quindicesima: Selvapiana, Monticillo, Fossato, misura tomola 213.0.0. ¾.
16. Sezione Sedicesima: Piana del Monte, Pantano e Castelluccio, misura tomola 330.0.2. ¾.
17. Sezione Diciassettesima: Castelluccio, Fonte la Terza,Sotto al Monte, misura tomola 299.1.2. ¼.
18. Sezione Diciottesima: Bosco di Colle Favaro, misura tomola 413.1.0.
19. Sezione Diciannovesima: Castelluccio, Serrato e Fiume, misura tomola 184.1.1. ¾.

La pianta topografica della "sezione seconda", denominata Frasso, si divide in sei sezioni:
1. Sezione prima: Serracanina, misura tomola 293.1.2.
2. Sezione seconda: Pezzafico e Vallone Sicco, misura tomola 285.1. ¾.
3. Sezione terza: Infariello e Pezzafica, misura tomola 176.2.0.
4. Sezione quarta: Terrato, Topomasillo, Tratturello, misura tomola 154.2. ¾.
5. Sezione quinta: Tratturo, Sottolafica, misura tomola 58.4.1.
6. Sezione sesta: Fara, misura tomola 55.3.0. ¾.

La pianta topografica della sezione terza, denominata Scalzavacca, si divide in dieci sezioni:
1. Sezione prima: Scalzavacca, estensione totale tomola 1759.2.1.¼ (meno tomola 382.2.1 venduti a Paolella e Amicone)." Restano al duca" tomola 13.76 33. ¼.
2. Sezione seconda: Costelevelli, Pianastraccia e Galli, misura tomola 118.2.2. ¾.
3. Sezione terza: Ara le fate e Iacciotto, misura tomola 120.3.3.
4. Sezione quarta: Iacciotto e Tratturello, misura tomola 142.1.3. ¾.
5. Sezione quinta: Chianaro, misura tomola 123.3.2.2.
6. Sezione sesta: Lucini, misura tomola 261.0.3.
7. Sezione settima: Fonzieri e Valleporcile, misura tomola 258.0.1.
8. Sezione ottava: Facciovecchio, misura tomola 205.1.0. ¾.
9. Sezione nona: Infalezzo,Valle Ischiara,Solagna di Ciano, misura tomola 1.271.3.1.½ meno tomola 250.2.¼ venduti ad Amiconi e Paoletti, insieme alla sezione decima.
10. Sezione decima: Macchialonga e Macchialapietra, misura tomola 257.3.11.½ venduti ad Amicone e Paoletti.

La pianta topografica della "sezione quarta",denominata Morriconi, si divide in dodici sezioni. Complessivamente misura tomola 2.418.31.¾.
1. Sezione prima: Frusceta, Macchia Spinata, misura tomoli 170.0.1. ¼.
2. Sezione seconda: Macchia Spinata ed Immersa di Masso, misura tomoli 90.3.1.
3. Sezione terza: Capaione e Fontenova, misura tomoli 186.3.0.
4. Sezione quarta: Piana Mandroni e Valle Morcone, misura tomoli 296.0.3.
5. Sezione quinta: Casariniello e Valle Morcone, misura tomoli 137.3.0.
6. Sezione sesta: Collepiccioni, Colle Dignognola, Quescia d'Agostino, Collepagliara e Pianodivalli, misura tomoli 324.3.1. ½.
7. Sezione settima: Collecampanile, Tratturo,Lagolamangia, Laterni, misura tomoli 287.3.1.
8. Sezione ottava: Terravecchia, misura tomoli 207.2.0. ¼.
9. Sezione nona: Sanbartolomeo, misura tomoli 302.2.3. ¼.
10. Sezione decima: Macchia, misura tomoli 168.1.0. ½.

Tale giudicato fu, però, messo in discussione nel nascente Regno d'Italia, mai accettato dal borbonico duca Giovanni M. d'Alessandro, in quanto il prefetto del Molise, nel Consiglio di Prefettura del 27 aprile 1864, impugnò le precedenti ordinanze, suscitando la reazione del duca con il ricorso del 24 gennaio 1870. Nello stesso anno,il 4 febbraio 1864, giunse Real decreto sulla delibera del consiglio comunale (datata 26 dicembre 1863) circa l'aggiunta al nome di Civitanova la specifica "Del Sannio", per distinguerla da Civitanova nelle Marche.
Il duca d'Alessandro, nonostante le incombenti preoccupazioni economiche, volle partecipare al patrocinio dei festeggiamenti del primo centenario della solenne festività di S. Felice Martire (30 agosto 1879), per i quali l'arciprete Emilio Battista si impegnò a far erigere un nuovo organo, a far realizzare nuovi arredi sacri e vestiario di S. Felice, restaurare l'antica e artistica soffitta della chiesa di S. Silvestro Papa.Tale parrocchia fu ampliata nell'occasione, con la costruzione di due "navette" laterali, dando al sito religioso una struttura a "croce latina". Fu anche realizzato il "cappellone", che ospitò l'altare e l'urna di S. Felice Martire, nonché fu acquisita, con emissione di obbligazioni, casa limitrofa da privati per uso di canonica.
Nel 1883 Don Giovanni si pronunziò anche favorevolmente alla costruzione della strada 101 (provinciale istonia), che si doveva congiungere alla Trignina, nonché all'edificazione del ponte Sprondasino sul Trigno. Sul finire del XIX secolo, oltre ai tristi dispiaceri per lutti familiari, amaramente, il duca d'Alessandro, ormai anziano, assaporò la triste realtà dell'emigrazione di tanti suoi cittadini e lavoranti di Civitanova verso l'estero, che portò gli abitanti al numero di soli 3.133 fuochi nel 1901. Questa forte emigrazione determinò la riduzione della classe elettorale locale, così da far trasferire il rispettivo collegio elettorale da Isernia a Campobasso, dal 1882 al 1891. Il menzionato duca di Pescolanciano, a fine ‘800, si trovò oberato da debiti, in parte ereditati (ducati 34.499,48) dalle vicissitudini familiari ma anche acquisiti (specie per la costruzione del grande palazzo Pescolanciano al corso Vittorio Emanuele in Napoli), gravanti sul restante patrimonio territoriale ex-feudale e immobiliare. Su questi oneri incisero le diverse ipoteche, come nel caso del debito verso gli eredi Melogli d'Isernia (11 maggio 1890, importo ammontante a lire 11.160) per il quale fu posta ipoteca anche sui fondi rustici di Sprondasino e Scalzavacca (boscoso e seminativo corrispondenti a ettari 415,29). Sul debito verso gli Scocchera di Vastogirardi (dal 1868 per una somma pari a lire 18.200) fu messa ipoteca sui beni in Civitanova, la cui rendita patrimoniale era contabilizzata nel "documento sui fondi e rendite" per un ammontare pari a lire 58.459,59. Nella procedura fallimentare del duca Giovanni M., aperta dal Credito Fondiario del banco di Napoli, il 10 ottobre 1891, per credito insoluto (mutuo di lire 177.000 per la costruzione del citato palazzo napoletano) furono vendute con asta pubblica alcune proprietà fondiarie in Civitanova e cioè:
1. la tenuta denominata Sferracavallo, di ettari 243,81,188, stimata 120.000 lire;
2. la tenuta denominata Sprondasino, di ettari 119,146,125, stimata 60.000 lire;
3. la tenuta di Monticello, di ettari 270,141,231[83].

Il di lui primogenito D. Nicola Maria III (1857-1894) acquisì in giovane età, in occasione dell'importante matrimonio con la giovane consorte Gaetani dell'Aquila d'Aragona, su volontà paterna, il predicato in uso nel casato di "marchese d Civitanova", che fu acquisito dalla Consulta Araldica del Regno d'Italia. Tale predicato rimase in uso presso i successivi discendenti di detto ramo estintosi nel 1961 nella figura del terzo marchese D. Mario d'Alessandro (1883-1963), noto alle cronache come il "marchese delle carrozze". Le ridotte proprietà terriere civitanovesi, salvate alle confische o alle vendite ipotecarie, finirono nell'eredità del duca Giovanni M., divisa, principalmente, tra gli eredi del detto "ramo Civitanova" e i discendenti di Don Fabio nel corso di una lunga transazione durata quasi per tutto il corso del Novecento.